# Фиппс, Константин Джон
Константин Джон Фиппс, 2-й барон Малгрейв (англ. Constantine John Phipps, 2nd Baron Mulgrave; 19 мая 1744 или 30 мая 1744, Англия — 10 октября 1792, Льеж) — британский ботаник, мореплаватель и полярник. Офицер Королевского военно-морского флота. Депутат парламента. Член Лондонского королевского общества и Лондонского общества антикваров.

## Биография
Родился 19 мая 1744 года. Старший сын Константина Фиппса, 1-го барона Малгрейв, пэра Ирландии. Образование получил в Итонском колледже. Вместе с Фиппсом учился Джозеф Бэнкс, который, впоследствии, тоже стал ботаником и натуралистом, а также возглавил Лондонское королевское общество. В январе 1759 года поступил кадетом (мидшипменом) на 70-пушечный линейный корабль «Монмут», капитаном которого был его дядя Август Джон Херви. В 1761 году, вместе с дядей, был переведён на 74-пушечный линейный корабль «Дракон». В начале 1762 года участвовал в экспедиции контр-адмирала Родни на Мартинику и Сент-Люсию. 17 марта получил чин лейтенанта. Летом того же года принимал участие в осаде Гаваны. 24 ноября 1763 года назначен капитаном 12-пушечного шлюпа «Дилидженс». 20 июня 1765 года — 24-пушечного фрегата «Терпсихора» (корабль 6 ранга). В 1766 году, вместе с Джозефом Бэнксом, на фрегате «Нигер», под командованием капитана Томаса Адамса, участвовал в плаванье на Ньюфаундленд. В 1767—1768 годах командовал фрегатом «Борей» в проливе Ла-Манш. В 1768—1774 годах — депутат парламента от округа Линкольн. 4 июня 1773 года, во главе шлюпа «Рейсхорс» и бомбардирского корабля «Каркасс», отправился из Дептфорда в экспедицию к Северному полюсу. Среди участников экспедиции были аболиционист Олауда Эквиано и будущий флотоводец Горацио Нельсон. Экспедиция достигла Шпицбергена и Семи островов, но из-за льдов 17 сентября вынуждена была вернуться. Во время экспедиции Фиппс, первым из европейцев, составил описания белого медведя и белой чайки. В 1774 году была опубликована его книга «Путешествие к Северному полюсу, предпринятое по приказу Его Величества в 1773 году» (A Voyage towards the North Pole undertaken by His Majesty's Command 1773).
13 сентября 1775 года унаследовал титул барона Малгрейв и пэрское достоинство Ирландии. В 1776—1780 годах — депутат парламента от округа Хантингдон. Одновременно был назначен лордом Адмиралтейства.
Продолжал службу на флоте. В 1778—1781 годах — капитан 74-пушечного линейного корабля «Отважный». 27 июля 1778 года в бою у острова Уэссан атаковал французский линейный корабль «Париж», но действовал нерешительно, что позволило французскому кораблю уйти. Вернувшись в Англию, предстал перед военно-полевым судом, но в его защиту выступил адмирал Хью Паллисер. 4 января 1781 года, во время шторма, около Бреста захватил французский 32-пушечный фрегат «Минерва». В этом же году Фиппс оставил морскую службу.
В 1784—1790 годах — депутат парламента от округа Ньюарк. В 1784—1789 и 1789—1791 годах — казначей Британской армии (Paymaster of the Forces). 8 мая 1784 года назначен комиссаром по делам Индии и одним из лордов Торговли и плантаций. В 1790 году возведён в пэрское достоинство Великобритании, получив право заседать в Палатае лордов. В 1791 году вышел в отставку по состоянию здоровья. Умер в Льеже 10 октября 1792 года. Титул барона Малгрейв и пэрское достоинство Ирландии унаследовал его брат Генри.

## Научная деятельность
Специализировался на семенных растениях.

## Публикации
- A Voyage towards the North Pole undertaken by His Majesty's Command 1773, J. Nourse, London 1774[6].

## Названы в честь К. Д. Фиппса
- Phippsia (Trin.) R.Br. (1823) — Фиппсия